# Maisoncelles-du-Maine
Maisoncelles-du-Maine ist eine französische Gemeinde mit 510 Einwohnern (Stand: 1. Januar 2022) im Département Mayenne in der Region Pays de la Loire in Frankreich. Einwohner der Gemeinde werden Maisoncellois genannt. Die Gemeinde gehört zum Arrondissement Château-Gontier (bis 2017: Arrondissement Laval) und zum Kanton Meslay-du-Maine.

## Geographie
Maisoncelles-du-Maine liegt etwa 15 Kilometer südöstlich von Laval. Umgeben wird Maisoncelles-du-Maine von den Nachbargemeinden Parné-sur-Roc im Norden, Arquenay im Osten und Nordosten, Le Bignon-du-Maine im Süden und Osten, Villiers-Charlemagne im Süden und Südwesten, Origné im Westen sowie Entrammes im Nordwesten.

## Einwohnerentwicklung
| Jahr                       | 1962 | 1968 | 1975 | 1982 | 1990 | 1999 | 2006 | 2019 |
| Einwohner                  | 348  | 327  | 291  | 350  | 365  | 400  | 453  | 516  |
| Quellen: Cassini und INSEE |      |      |      |      |      |      |      |      |

## Sehenswürdigkeiten
- Kirche Saint-Pierre
- Schloss Bigottières mit Kapelle
- Schloss La Jupellière aus dem 17. Jahrhundert
- Schloss La Lézière aus dem 19. Jahrhundert

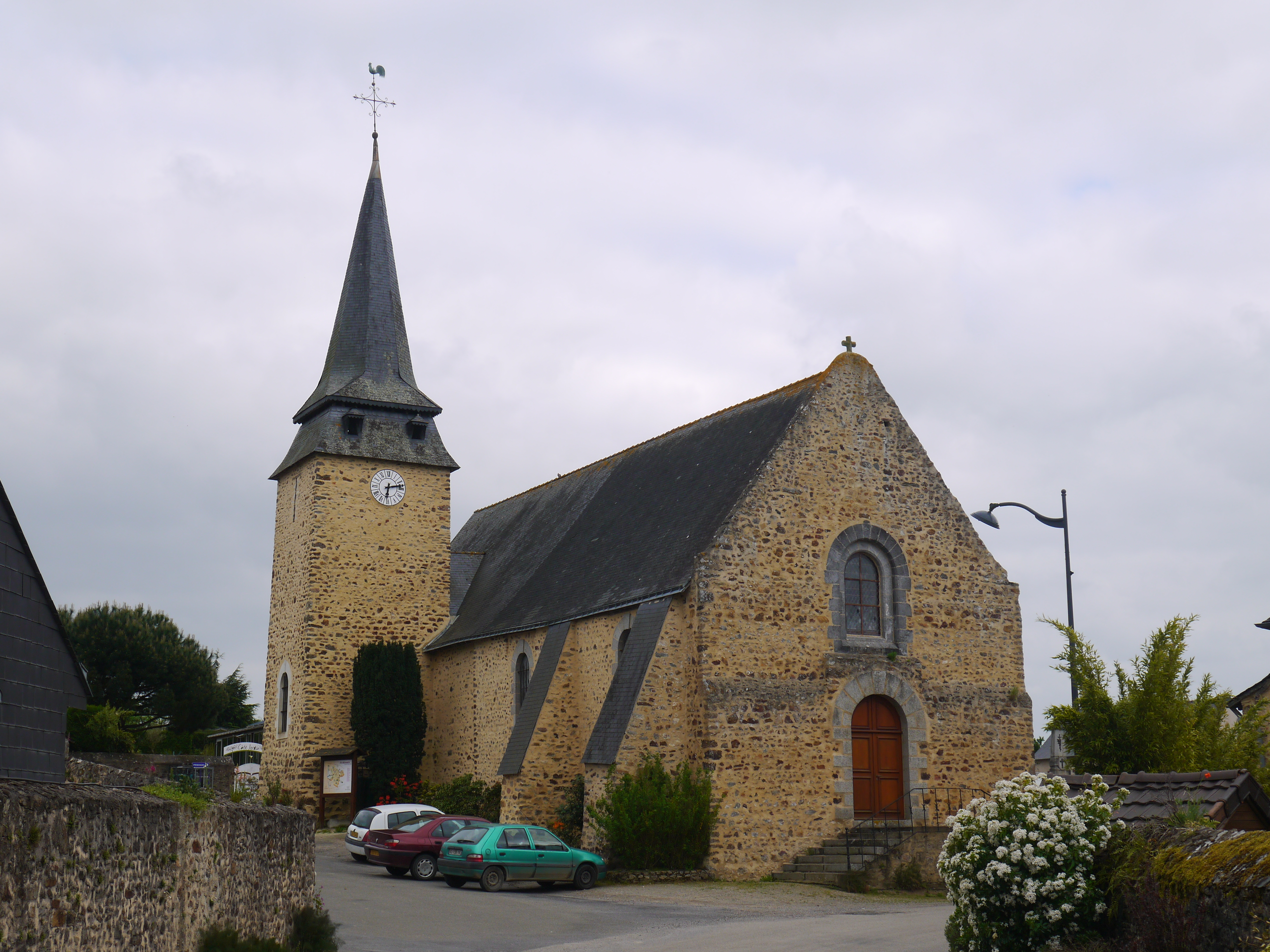
Kirche Saint-Pierre